# Фройя (епископ Вика)
Фройя (Фройя Осонский; кат. Frujà или Fruia, исп. Froia; убит 18 августа 992 или 993) — епископ Вика с 972 года.

## Биография
О происхождении Фройи сведений не сохранилось. Возможно, ранние годы он провёл в монастыре Санта-Эулалиа-де-Пардинес. Первое свидетельство о Фройе в современных ему исторических источниках относится к 957 году, когда он стал каноником кафедрального собора Святого Петра в городе Вик.
В 972 году Фройя был избран главой Викской епархии, став преемником погибшего в том же или предыдущем году епископа Ато. Его предшественник пытался повысить статус своей епархии до уровня архиепархии, но был убит своими врагами. Интронизацию Фройи провёл его митрополит Аймере Нарбонский, бывший врагом Ато. Так как территория Викской епархии тогда совпадала с графством Осона, то Фройя также упоминается в средневековых источниках и как епископ Осоны.
Первое известное деяние Фройи как главы епархии — участие вместе с епископами Гисадом II Уржельским и Педро Барселонским 3 декабря 972 года в освящении церкви в монастыре Сан-Бенит-де-Бажес, построенной попечительством виконта Осоны Гуадаля II. Тогда же в этой обители был введён бенедиктинский устав. Фройя вместе с шестью другими епископами в 974 году также содействовал освящению церкви в аббатстве Сан-Микель-де-Куша. 15 ноября 977 года он совместно с епископами Миро Жиронским и Гисадом II Уржельским участвовал в освящении построенной на средства графа Олибы Кабреты церкви в аббатстве Риполь.
В 978 году Фройя ездил в Рим. Здесь 25 февраля папа римский Бенедикт VII издал две буллы, подтверждавшие границы, имущественные владения и привилегии Викской епархии. Копии этого документа были направлены другим епископам-суффраганам Нарбонской архиепархии: главам Барселонской, Жиронской и Уржельской епархий. Среди прочего, в буллах под угрозой отлучения воспрещалось жителям этих епархий (кроме барселонского графа Борреля II, его жены Аймеруды и сына Рамона Борреля) без согласия епископа Вика приобретать имения в Таррагонской области. Тогда же Бенедикт VII подтвердил каноничность избрания Фройи на епископскую кафедру и осудил притязавшего на неё Гуадаля.
Фройя проводил политику приобретения и строительства крепостей вдоль южной и западной границ Викской епархии. В том числе, при нём в собственность епархии перешли и некоторые селения в Барселонском графстве. Так, 4 января 987 года граф Боррель II подарил епископу половину пограничного замка Миральес. В том же году Фройя передал это владение Эннеко Бонфилю, который принёс епископу письменную клятву верности: это наиболее ранний из сохранившихся подобных документов в Каталонии. Ещё ранее Эннеко Бонфиль владел другой половиной Миральеса как узуфруктарий барселонского графства. Таким образом, в качестве кастеляна крепости он был одновременно и вассалом графа Барселоны, и вассалом епископа Вика, что было подтверждено новым правителем Барселоны Рамоном Боррелем I документом от 6 ноября 992 года. Фройя также стал владельцем крепостей Лес-Эспасес, Эспаррегера и Фонтруби в Барселонской епархии. При нём же началось строительство замков в Монбуе, Тоусе и Артесе. От Фройи сохранилось несколько документов, в которых епископ выступал как приобретатель имущества или посредник при подобных сделках.
В отличие от епископа Ато, Фройя никогда не пытался получить для Викской епархии статуса митрополии, признавая себя одним из суффраганов Нарбоннской архиепархии.
Также как и многие другие области Каталонии, в 970—980-х годах Викская епархия серьёзно пострадала от организованных хаджибом Кордовского халифата аль-Мансуром походов против христиан. Восстановление разрушенных маврами церковных строений началось ещё при Фройе, но полностью ликвидировать последствия разорения епархии удалось только его преемникам.
Бо́льшую часть своего нахождения на епископской кафедре Фройя провёл в борьбе с претендентом на епископский сан Гуадалем. Пользуясь поддержкой некоторых знатных церковных и светских персон, тот в нарушение церковных канонов, запрещавших митрополитам вмешиваться в дела не своих суффраганных диоцезов, был посвящён в епископы Вика архиепископом Оша Одоном. Возможно, это произошло вскоре после гибели епископа Ато, хотя первые достоверные документы, в которых Гуадаль был назван епископом, датируются приблизительно 975 годом. Не позднее 990 года Гуадаля в качестве законного епископа признал глава Уржельской епархии Гисад II. Не получив поддержки от своего митрополита, архиепископа Нарбона Эрменго, Фройя должен был во второй раз ездить в Рим. Хотя папа Иоанн XV выступил в защиту Фройи и отлучил Гуадаля, конфликт так и не был прекращён. Более того, надеясь после смерти епископа на законных основаниях овладеть Викской епархией, Гуадаль со сторонниками организовал нападение на Фройю. В результате тот был убит 18 августа 992 или 993 года. Однако планы Гуадаля не сбылись: преемником Фройи в епископском сане при поддержке графов Рамона Борреля I Барселонского и Эрменгола I Уржельского был избран не он, а Арнульфо.

## Комментарии

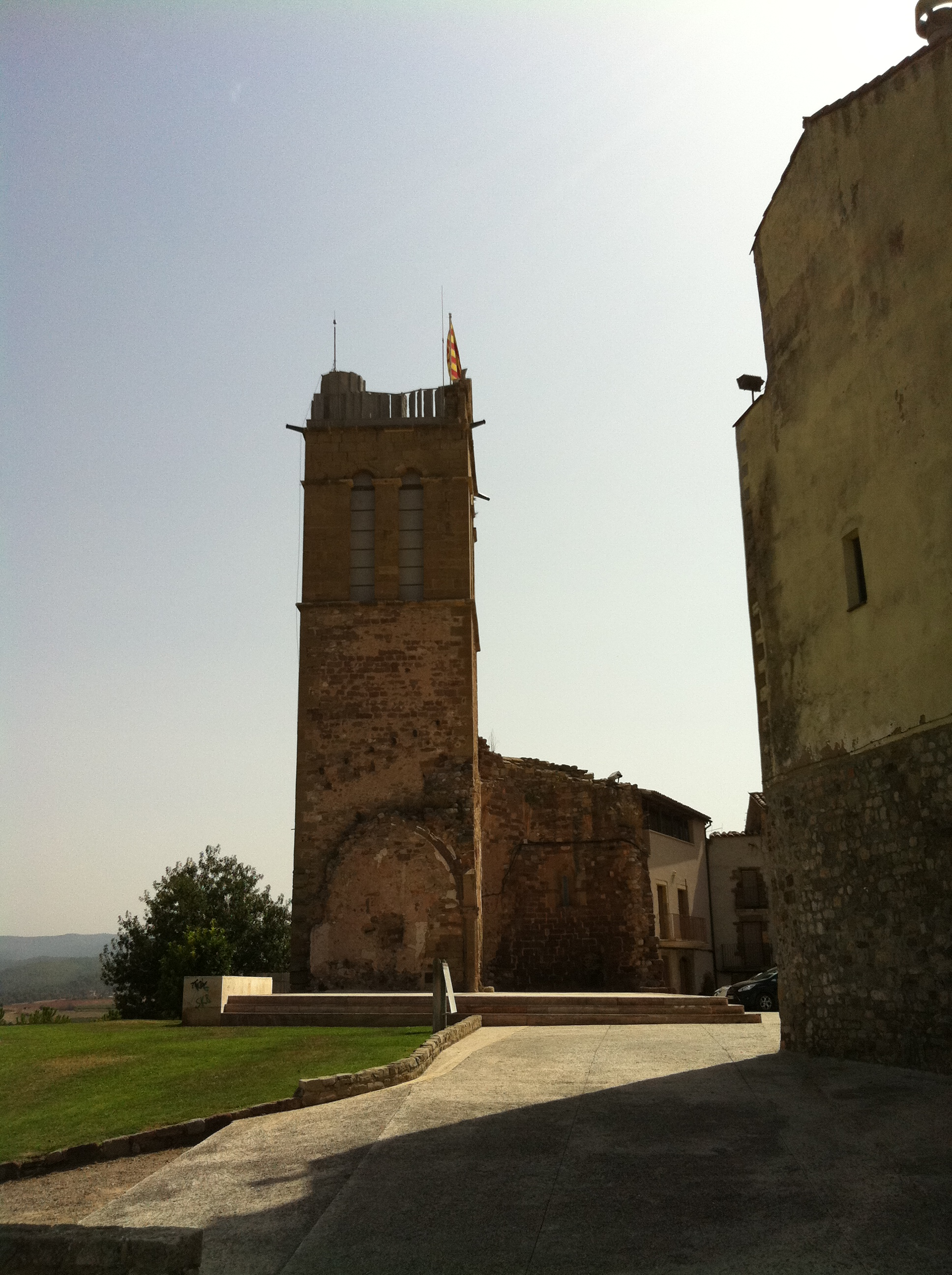
Построенная в X веке башня в Артесе, при епископе Фройе бывшая в собственности Викской епархии

Каталония в IX—XII веках

1. ↑  Также известен как Фругифер (лат. Frugifer) и Фроилан (лат. Froilanus)[2].